# ATC V04 – Diagnosztikumok
Az ATC V04 – Diagnosztikumok a gyógyszerek anatómiai, gyógyászati és kémiai osztályozási rendszerének (ATC) egyik alcsoportja.
| ATC V   | Egyéb                                    |
| ------- | ---------------------------------------- |
| ATC V01 | Allergének                               |
| ATC V03 | Minden egyéb terápiás készítmény         |
| ATC V04 | Diagnosztikumok                          |
| ATC V06 | Általános tápszerek                      |
| ATC V07 | Összes egyéb, nem terápiás készítmény    |
| ATC V08 | Kontrasztanyagok                         |
| ATC V09 | Diagnosztikában használt radiofarmakonok |
| ATC V10 | Terápiában használt radiofarmakonok      |
| ATC V20 | Sebészeti kötözőszerek                   |

## V04BVizelettesztek
Üres csoport

## V04C Egyéb diagnosztikumok

### V04CADiabétesztesztek
| ATC     | Magyar     | INN         | Gyógyszerkönyv                                                                                          |
| ------- | ---------- | ----------- | --- |
| V04CA01 | Tolbutamid | Tolbutamide | Tolbutamidum                                                                                            |
| V04CA02 | Glükóz     | Glucose     | Glucosum anhydricum, Glucosum monohydricum, Glucosum liquidum, Glucosum liquidum dispersione desiccatum |

### V04CB Zsírfelszívódás tesztek
| ATC     | Magyar                   | INN                    | Gyógyszerkönyv |
| ------- | ------------------------ | ---------------------- | --- |
| V04CB01 | A-vitamin koncentrátumok | Vitamin A concentrates | A-vitamin koncentrátum, szintetikus (olajos forma), A-vitamin koncentrátum, szintetikus (por alakú), A-vitamin koncentrátum, szintetikus (vízben diszpergálható) |

### V04CC Epevezeték-elzáródás tesztek
| ATC     | Magyar            | INN               | Gyógyszerkönyv                |
| ------- | ----------------- | ----------------- | ----------------------------- |
| V04CC01 | Szorbit           | Sorbitol          | Sorbitolum                    |
| V04CC02 | Magnézium-szulfát | Magnesium sulfate | Magnesii sulfas heptahydricus |
| V04CC03 | Szinkalid         | Sincalide         |                               |
| V04CC04 | Ceruletid         | Ceruletide        |                               |

### V04CD Azagyalapi mirigyműködésének tesztje
| ATC     | Magyar       | INN          | Gyógyszerkönyv |
| ------- | ------------ | ------------ | -------------- |
| V04CD01 | Metirapon    | Metyrapone   |                |
| V04CD03 | Szermorelin  | Sermorelin   |                |
| V04CD04 | Kortikorelin | Corticorelin |                |
| V04CD05 | Szomatorelin | Somatorelin  |                |
| V04CD06 | Macimorelin  | Macimorelin  |                |

### V04CE Májfunkció-tesztek
| ATC     | Magyar             | INN                 | Gyógyszerkönyv |
| ------- | ------------------ | ------------------- | -------------- |
| V04CE01 | Galaktóz           | Galactose           | Galactosum     |
| V04CE02 | Szulfobromoftalein | Sulfobromophthalein |                |

### V04CFTuberkulózisdiagnosztikumok
| ATC     | Magyar     | INN        | Gyógyszerkönyv |
| ------- | ---------- | ---------- | -------------- |
| V04CF01 | Tuberkulin | Tuberculin |                |

### V04CG Gyomorsavtermelést tesztelő szerek
| ATC     | Magyar                     | INN                          | Gyógyszerkönyv            |
| ------- | -------------------------- | ---------------------------- | ------------------------- |
| V04CG01 | Ioncserélő gyanták         | Cation exchange resins       |                           |
| V04CG02 | Betazol                    | Betazole                     |                           |
| V04CG03 | Hisztamin-foszfát          | Histamine phosphate          | Histamini phosphas        |
| V04CG04 | Pentagasztrin              | Pentagastrin                 |                           |
| V04CG05 | Metilénkék                 | Methylthioninium chloride    | Methylthioninii chloridum |
| V04CG30 | Koffein és nátrium-benzoát | Caffeine and sodium benzoate | Coffeinum Natrii benzoas  |

### V04CH Vesefunkció tesztek
| ATC     | Magyar                      | INN                             | Gyógyszerkönyv          |
| ------- | --------------------------- | ------------------------------- | ----------------------- |
| V04CH01 | Inulin és más polifruktózok | Inulin and other polyfructosans |                         |
| V04CH02 | Indigókármin                | Indigo carmine                  |                         |
| V04CH03 | Fenolszulfonftalein         | Phenolsulfonphthalein           | Phenolsulfonphthaleinum |
| V04CH04 | Alzaktid                    | Alsactide                       |                         |
| V04CH30 | Aminohippursav              | Aminohippuric acid              |                         |

### V04CJ Pajzsmirigy-működés tesztek
| ATC     | Magyar     | INN         | Gyógyszerkönyv |
| ------- | ---------- | ----------- | -------------- |
| V04CJ01 | Tirotropin | Thyrotropin |                |
| V04CJ02 | Protirelin | Protirelin  | Protirelinum   |

### V04CK Hasnyálmirigyműködés tesztek
| ATC     | Magyar       | INN                            | Gyógyszerkönyv |
| ------- | ------------ | ------------------------------ | -------------- |
| V04CK01 | Szekretin    | Secretin                       |                |
| V04CK02 | Pankreozimin | Pancreozymin (cholecystokinin) |                |
| V04CK03 | Bentiromid   | Bentiromide                    |                |

### V04CM Termékenységzavarok tesztjei
| ATC     | Magyar      | INN         | Gyógyszerkönyv      |
| ------- | ----------- | ----------- | ------------------- |
| V04CM01 | Gonadorelin | Gonadorelin | Gonadorelini acetas |